# Нонде Хаджистоянов
Паминонда (Нонде) Хаджистоянов (Хаджи Стоянъ) е български революционер, деец на Вътрешната македоно-одринска революционна организация.

## Биография
Нонде Хаджистоянов е роден в град Енидже Вардар (Па̀зар), тогава в Османската империя, днес Яница в Гърция, в семейството на заможния търговец Хаджи Стоян от Кукуш, убит от ениджевардарски гъркомани. Присъединява се към ВМОРО и заедно със Ставре Гьорев елиминират члена на гръцкия революционен комитет в града Атанас Икономов на 30 март или 30 юни 1906 година. Скоро след това Нонде Хаджистоянов бяга в нелегалност и става четник в Ениджевардарското езеро, където обаче е убит в сражение същата година.